# 덴초
덴초(일본어: 天長)는 일본의 연호 중 하나이다. 덴초 시기 중의 기요하라노 나쓰노가 헤이안 시대의 법령 해설서인 영의해(令義解)를 편찬하였다.
- 전후 : 고닌(弘仁) 이후 - 조와(承和) 이전
- 시기 : 824년 ~ 833년
- 천황 : 준나 천황, 닌묘 천황

## 개원
- 고닌 15년 1월 5일(율리우스력 824년 2월 8일), 개원.
- 덴초 11년 1월 3일(율리우스력 834년 2월 14일), 조와로 개원된다.

## 덴초 시기에 일어난 일
- 10년
  - 기요하라노 나쓰노가 《영의해》(令義解)를 편찬하여 찬상하였다.

## 서력과의 대조표
| 덴초        | 원년       | 2년        | 3년        | 4년        | 5년        | 6년        | 7년        | 8년        | 9년        | 10년       |
| ----------- | ---------- | ---------- | ---------- | ---------- | ---------- | ---------- | ---------- | ---------- | ---------- | ---------- |
| 서기 (西紀) | 824년      | 825년      | 826년      | 827년      | 828년      | 829년      | 830년      | 831년      | 832년      | 833년      |
| 간지 (干支) | 갑진(甲辰) | 을사(乙巳) | 병오(丙午) | 정미(丁未) | 무신(戊申) | 기유(己酉) | 경술(庚戌) | 신해(辛亥) | 임자(壬子) | 계축(癸丑) |
| 덴초        | 11년       |            |            |            |            |            |            |            |            |            |
| 서기 (西紀) | 834년      |            |            |            |            |            |            |            |            |            |
| 간지 (干支) | 갑인(甲寅) |            |            |            |            |            |            |            |            |            |

## 같이 보기
- 일본의 연호 일람

| 이전 고닌 | 일본의 연호 824년 ~ 833년 | 다음 조와 |